# 국도 제183호선 (일본)

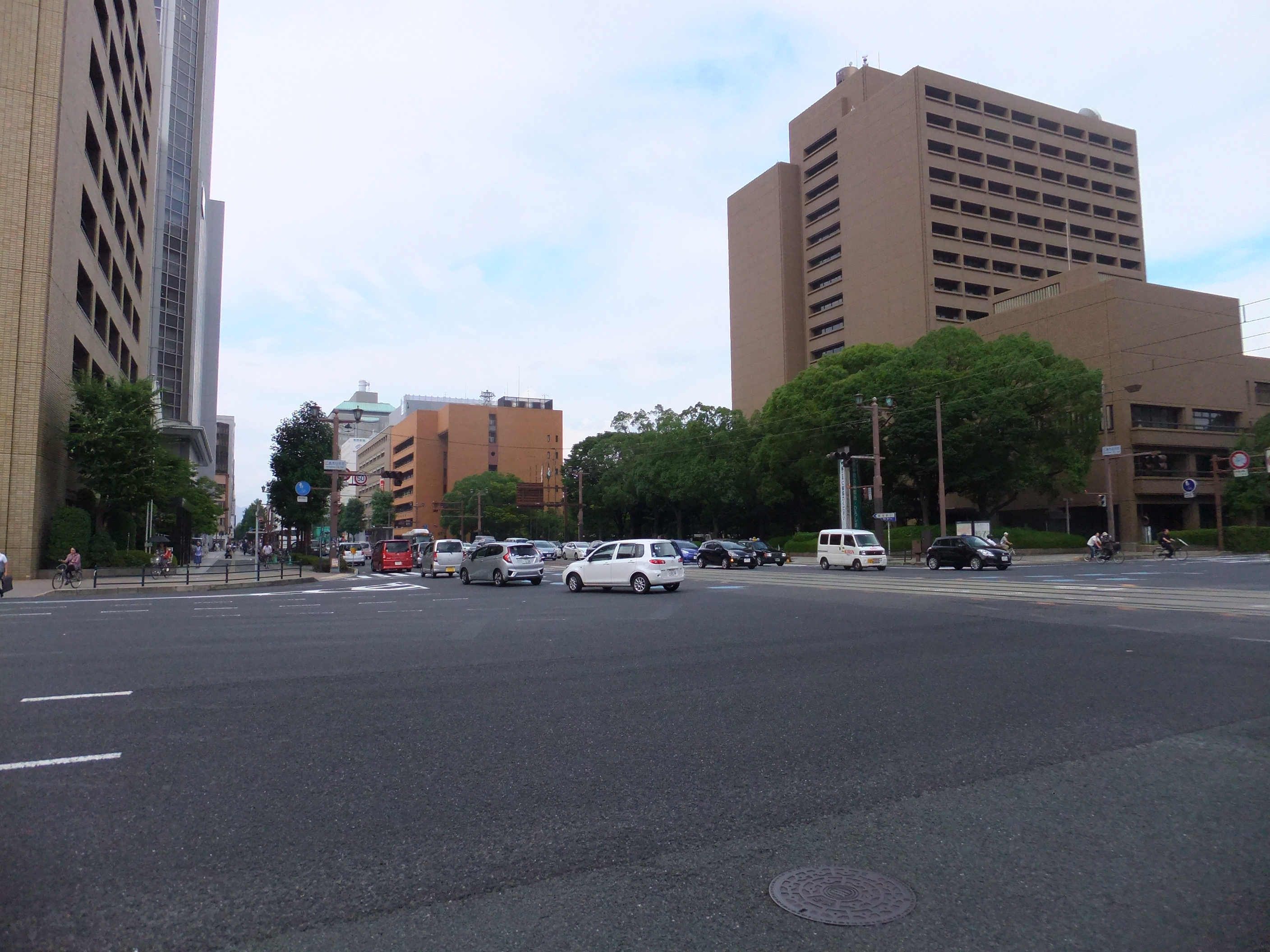
기점인 히로시마 시역소 앞 교차로 부근

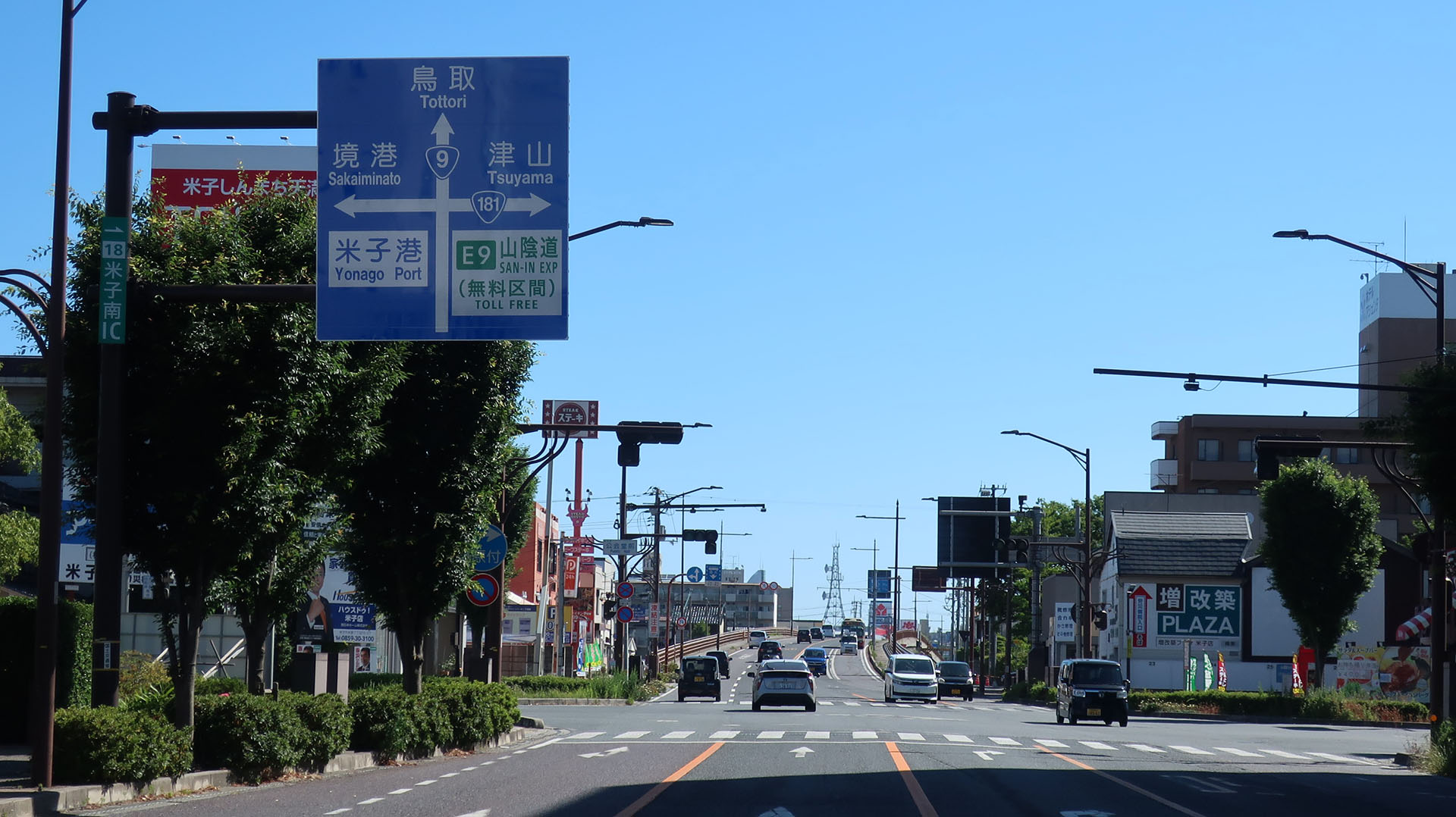
국도 181호선과 국도 183호선의 종점 돗토리현 요나고시 공회당 앞 교차로

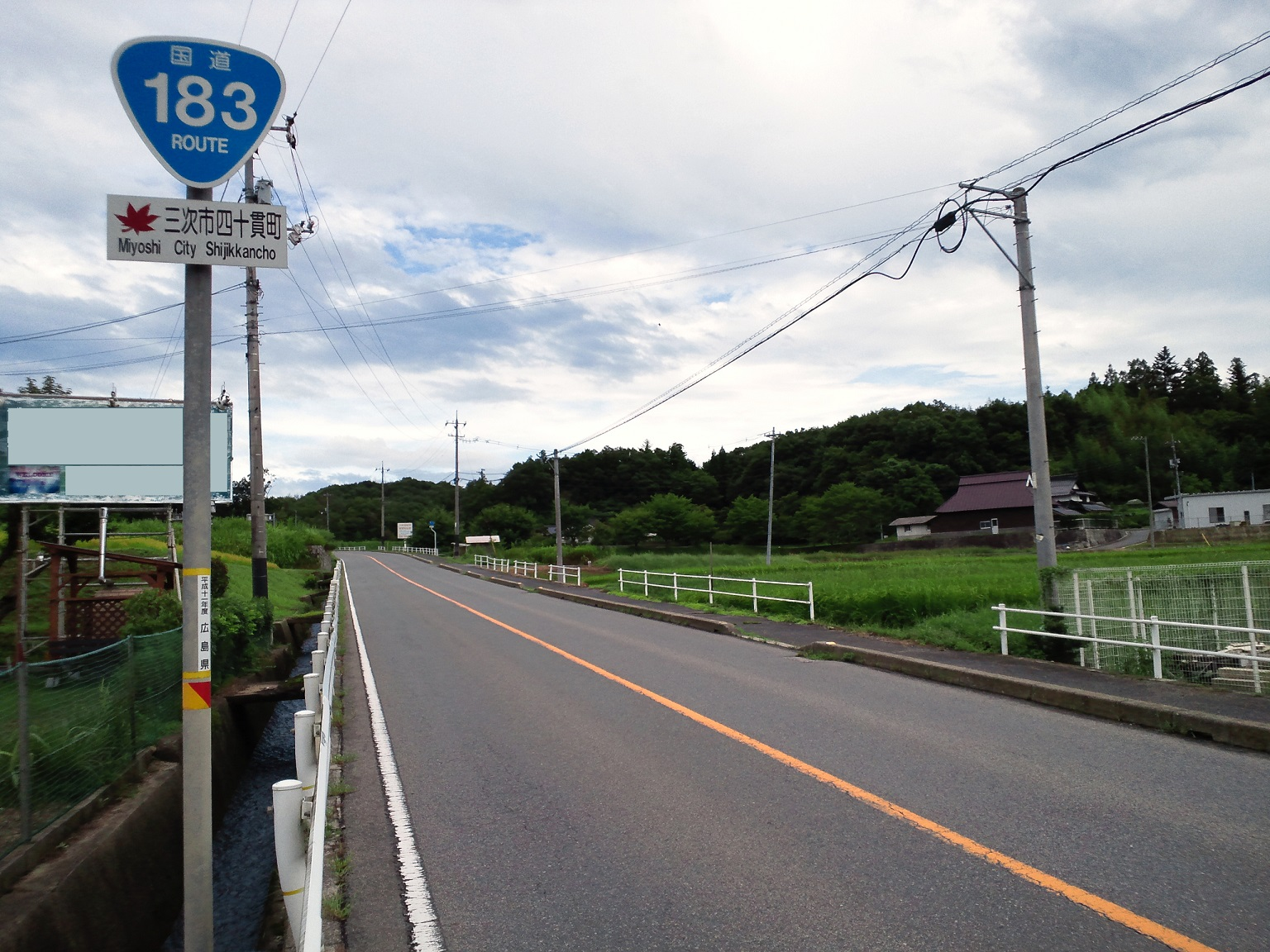
히로시마현 미요시시 시짓칸마치 부근 (2013년 9월)

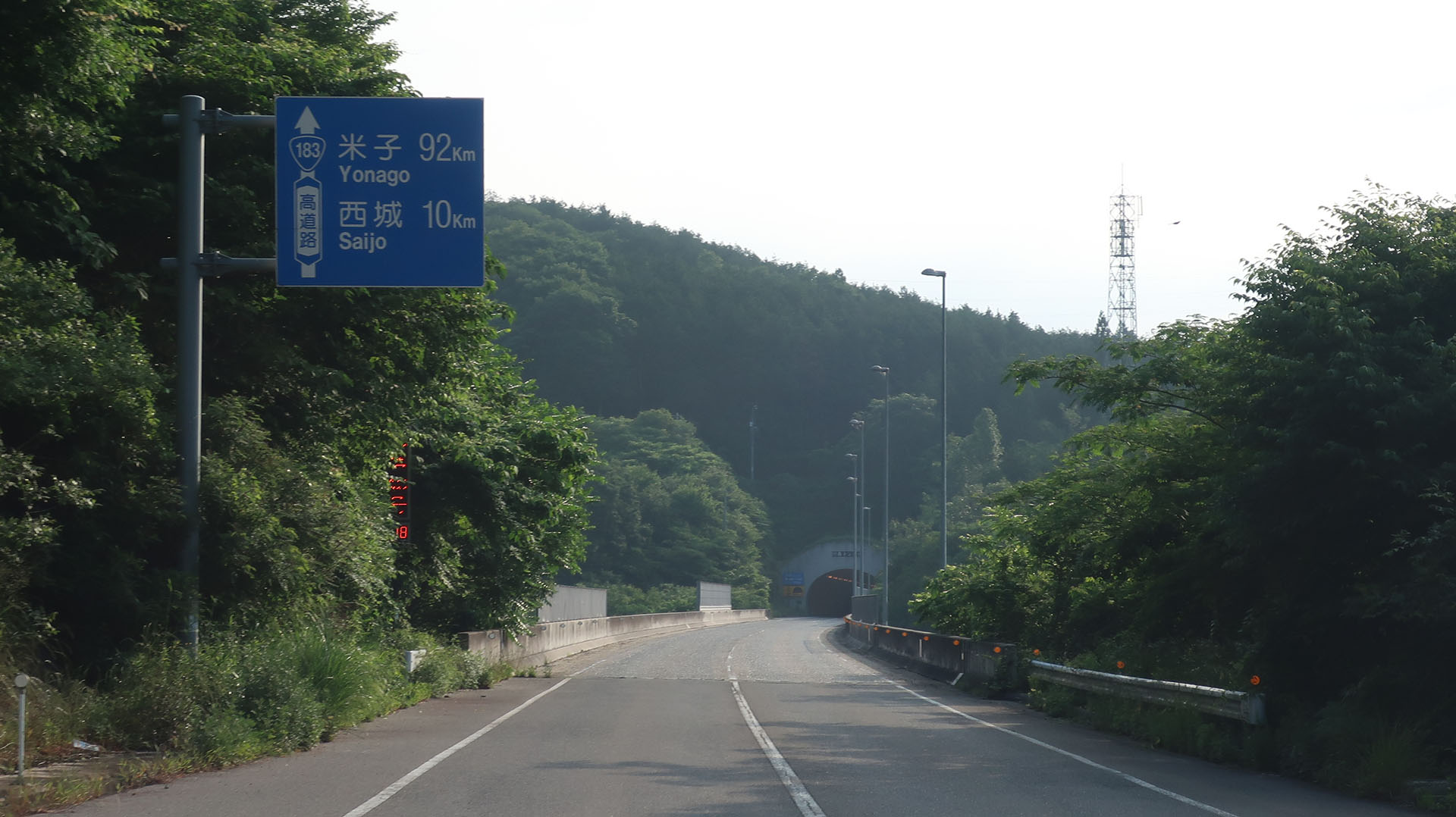
고후-미요시 도로 다카 도로 (2020년 6월)

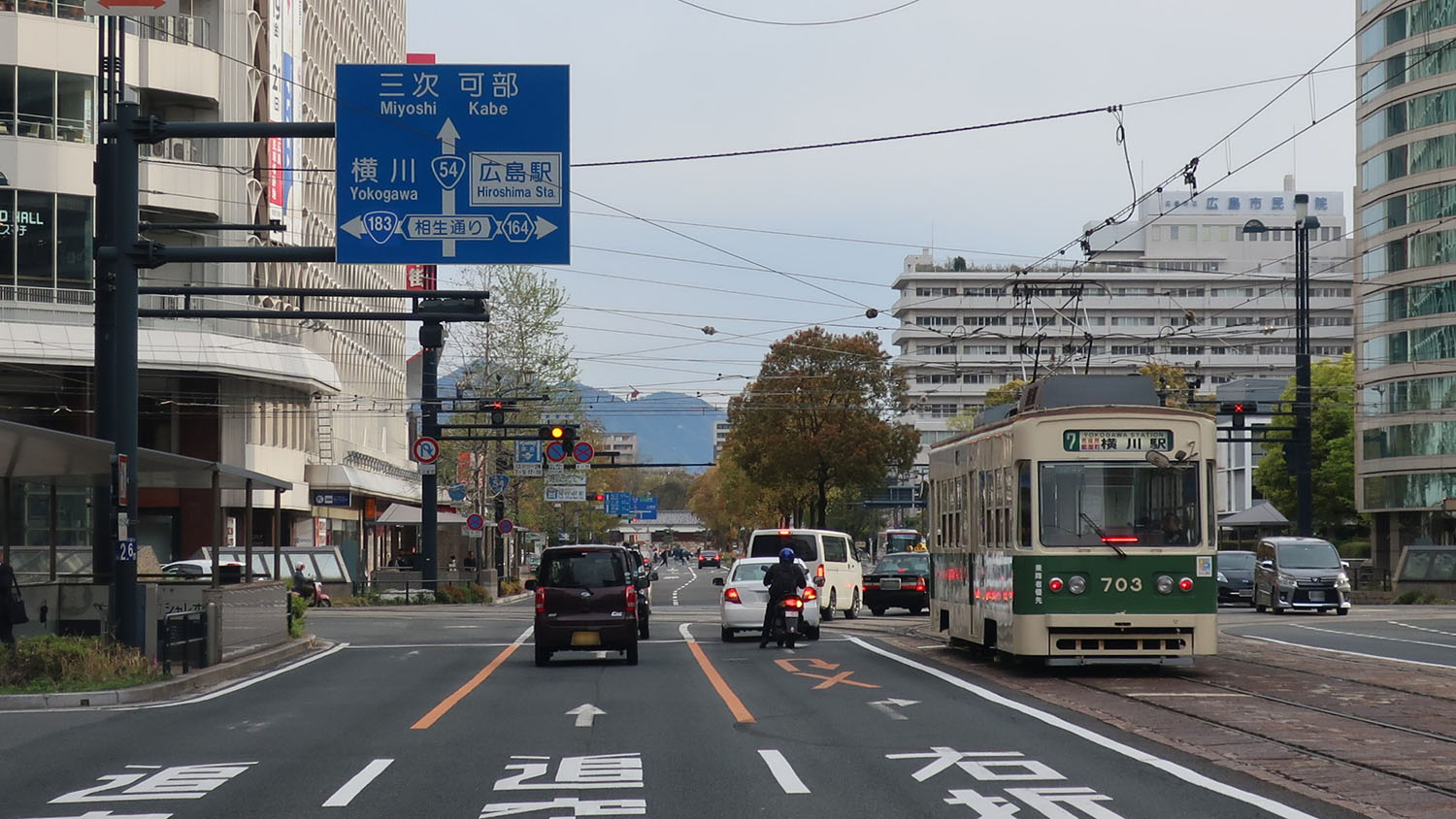
국도 제54호선(중복 구간)과의 분기
히로시마현 히로시마시 나카구 가미야초

일본 183번 국도(일본어: 国道183号→국도 183호)는 히로시마현 히로시마시 나카구와 돗토리현 히노군 히노정을 잇는 일본의 일반 국도로, 총 연장 137.1 km, 실제 연장 91.1 km, 현도 87.5 km로 각각 이룬다.

## 개요
히로시마시와 요나고시를 직결하고 있는 일반 국도임에도 불구하고, 구간 전체의 반 이상이 54번 국도, 180번 국도, 181번 국도 등을 비롯하여, 타 도로 노선들과의 중복 구간들이 존재하게 된다. 그러나 단독 구간으로는 히로시마 시내의 54번 국도의 기온 신도와 가베 바이패스의 구도(가베 가도 등)와 히로시마현의 미요시시와 돗토리현 히노군 히노정을 연결하는 노선으로 이루어져 있다. 그리고 미요시시에서 쇼바라시 사이의 구간은 주고쿠 자동차도와 같이 병주하고 있다. 또한 쇼바라시에서 히로시마-돗토리 현계로 넘어오는 고개인 가기가케 고개를 거쳐 고후정까지 이르는 경로로는 주고쿠 자동차도의 쇼바라 나들목에서 요나고 자동차도의 고후 나들목을 크고 짧게 가도록 이루는 형태를 가지고 있으며, 마쓰에 자동차도가 개통되기까지는 히로시마-요나고 선의 메리버드호가 쇼바라 이북 지역으로부터 183번 국도를 경유하는 경로로 이용되고 있다. 해당 구간에서는 지역 고규격 도로인 고후-미요시 도로의 본 노선의 바이패스로 정비가 제때 이루어진 상태이기도 하다.

### 노선 정보
일반 국도의 노선을 지정하고 있는 정령에 의거한 기종점 및 경유지는 다음과 같다.
- 기점: 히로시마시 (나카구 시역소 앞 교차로 = 국도 제2호선과의 교점, 국도 제54호선·국도 제261호선 (일본)(일본어판)과의 기점, 국도 제191호선 (일본)(일본어판)·히로시마현도 제243호 히로시마항 선과의 종점)
- 종점: 요나고시 (공회당 앞 교차로 = 국도 제9호선과의 교점 및 국도 제181호선·국도 제482호선 (일본)(일본어판)과의 종점)
- 주요 경유지: 미요시시, 쇼바라시, 히로시마현 히바군(일본어판) 사이조정[A], 돗토리현 히노군 히노정, 고후정, 미조쿠치정[B]
- 총 연장: 137.1 km
- 중용 연장: 46.0 km
- 실제 연장: 91.1 km
- 현도: 87.5 km
- 구도: 3.6 km[C]
- 신도: 없음
- 지정 구간: 국도 54호선과 겹치는 구간 (히로시마현 히로시마시 나카구 시역소 앞 교차로 - 가미야초 교차로, 히로시마시 아사미나미구 미도리1초메 교차로 - 아사키타구 나카시마 교차로, 아사키타구 시모하마가야 교차로 - 미요시시 아와야마치 교차로 등)

## 역사
- 1953년 (쇼와 28년) 5월 18일: 2급 국도 183호 히로시마 요나고 선(히로시마시 ~ 요나고시)으로 지정 시행
- 1965년 (쇼와 40년) 4월 1일: 1·2급의 구분을 없애고 일반 국도 183호선으로 전환

## 노선 개황

### 별칭
- 아이오이 거리(일본어판)
- 데라마치 거리
- 가베 가도(일본어판)

### 바이패스
- 가미네 바이패스(일본어판)
- 쇼바라 바이패스
- 고후-미요시 도로(일본어판) (일본의 지역 고규격 도로(일본어판, 중국어판))

### 도로 시설
- 아이오이 교 (모토야스강(일본어판))
- 요코가와 신교(일본어판) (덴마강(일본어판))
- 기온 대교(일본어판) (오타강 방수로(일본어판))

### 미치노에키
- 오쿠다이센(일본어판)

## 지리

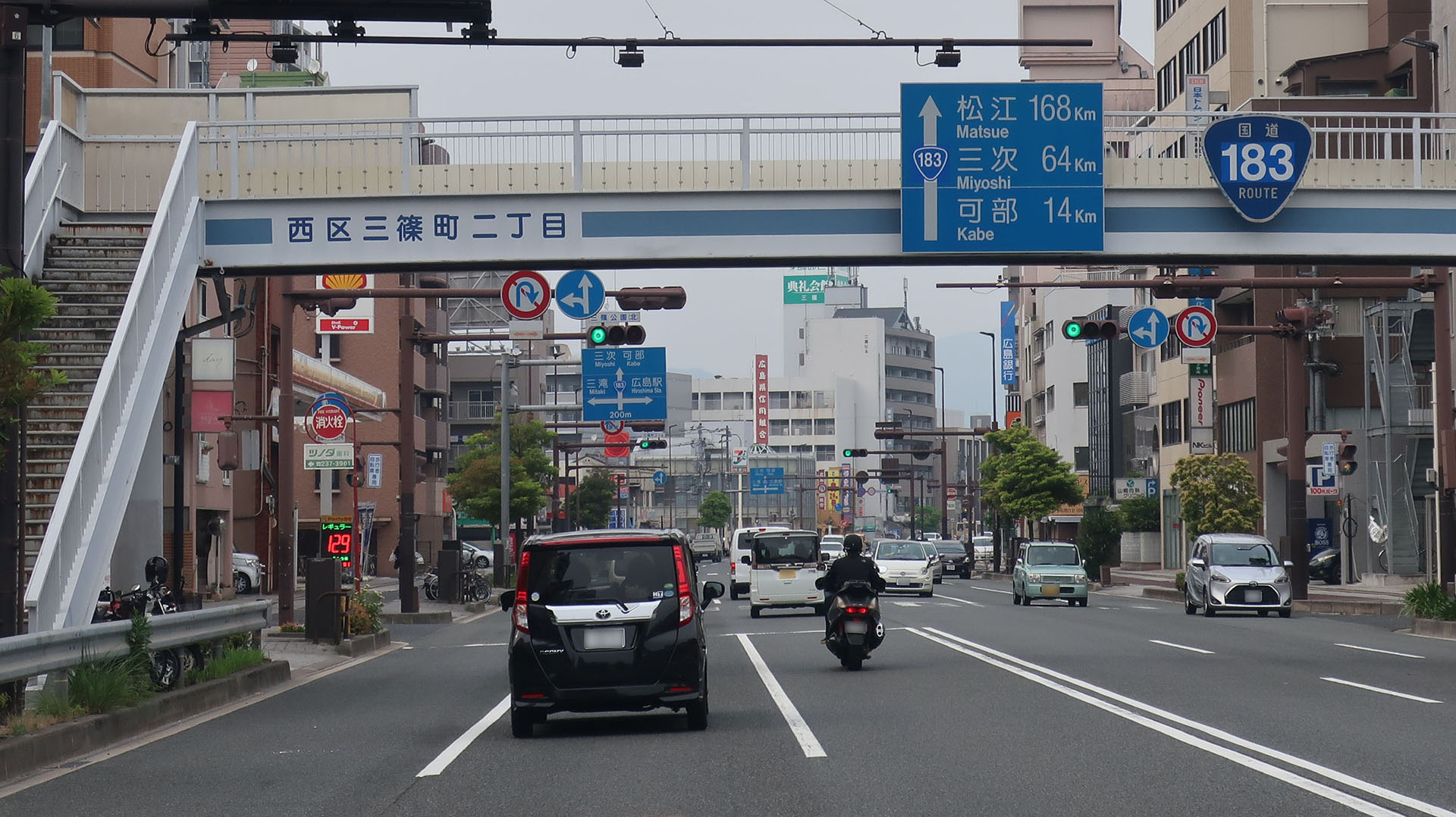
히로시마현 히로시마시 니시구 미사사마치 (2020년 6월 촬영)

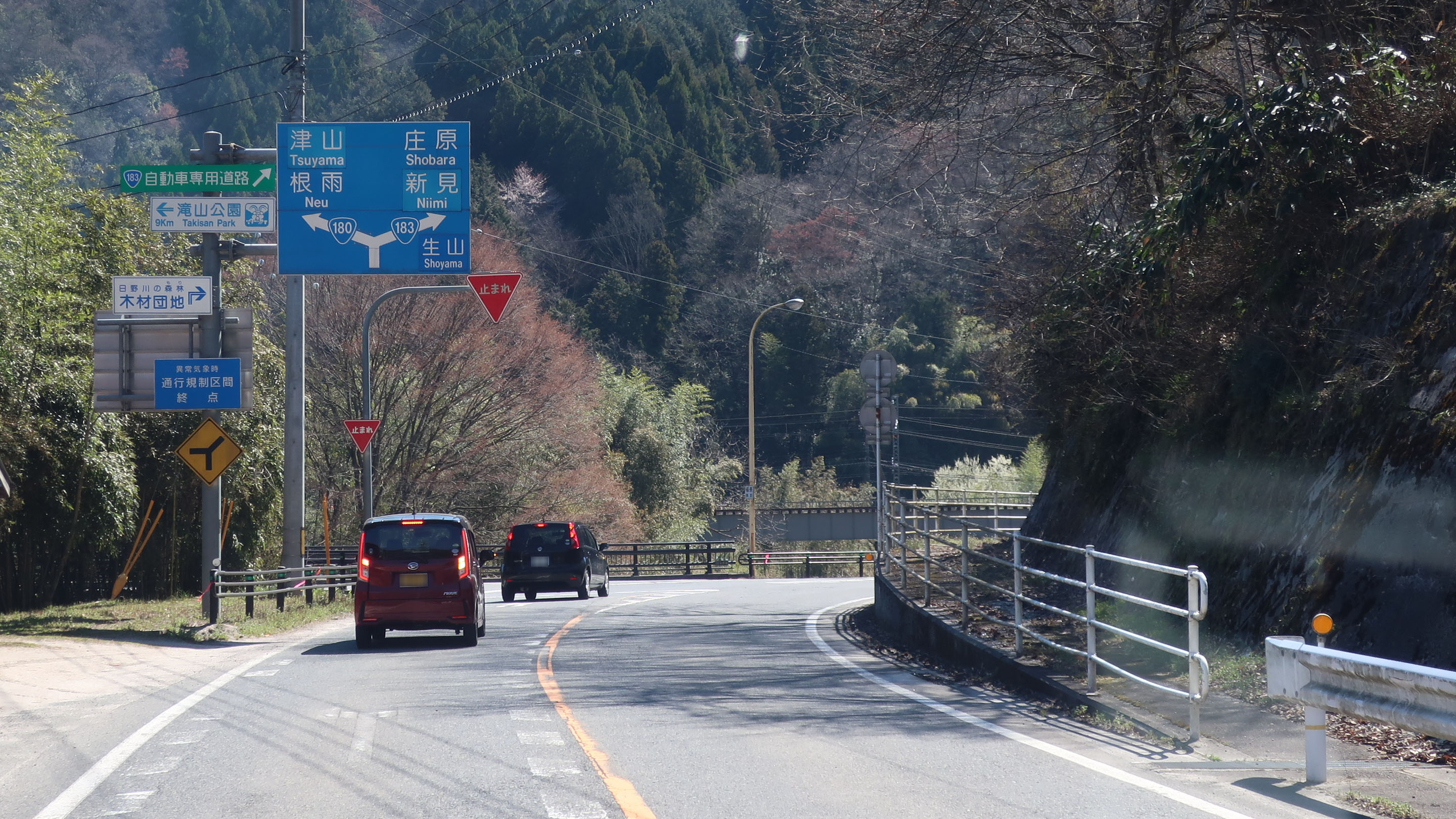
국도 제180호선과의 분기
돗토리현 히노군 히노정

### 통과하는 지자체
- 히로시마현
  - 히로시마시 (나카구 - 니시구 - 아사미나미구 - 아사키타구) - 아키타카타시 - 미요시시 - 쇼바라시
- 돗토리현
  - 히노군 니치난정 - 히노군 히노정 - 히노군 고후정 - 사이하쿠군 호키정 - 요나고시

### 교차하는 도로
고속도로
- 산요 자동차도
- 산인 자동차도(일본어판, 중국어판)

일반 국도
- 국도 제2호선
- 국도 제9호선
- 국도 제54호선
- 국도 제180호선
- 국도 제184호선
- 국도 제191호선 (일본)(일본어판)
- 국도 제375호선 (일본)(일본어판)
- 국도 제432호선 (일본)(일본어판)
- 국도 제482호선 (일본)(일본어판)

### 주요 고개
- 가기가케 고개(일본어판) (상세 사항 : ja:江府三次道路#鍵掛峠道路를 참고하기)